# De Institutione Musica

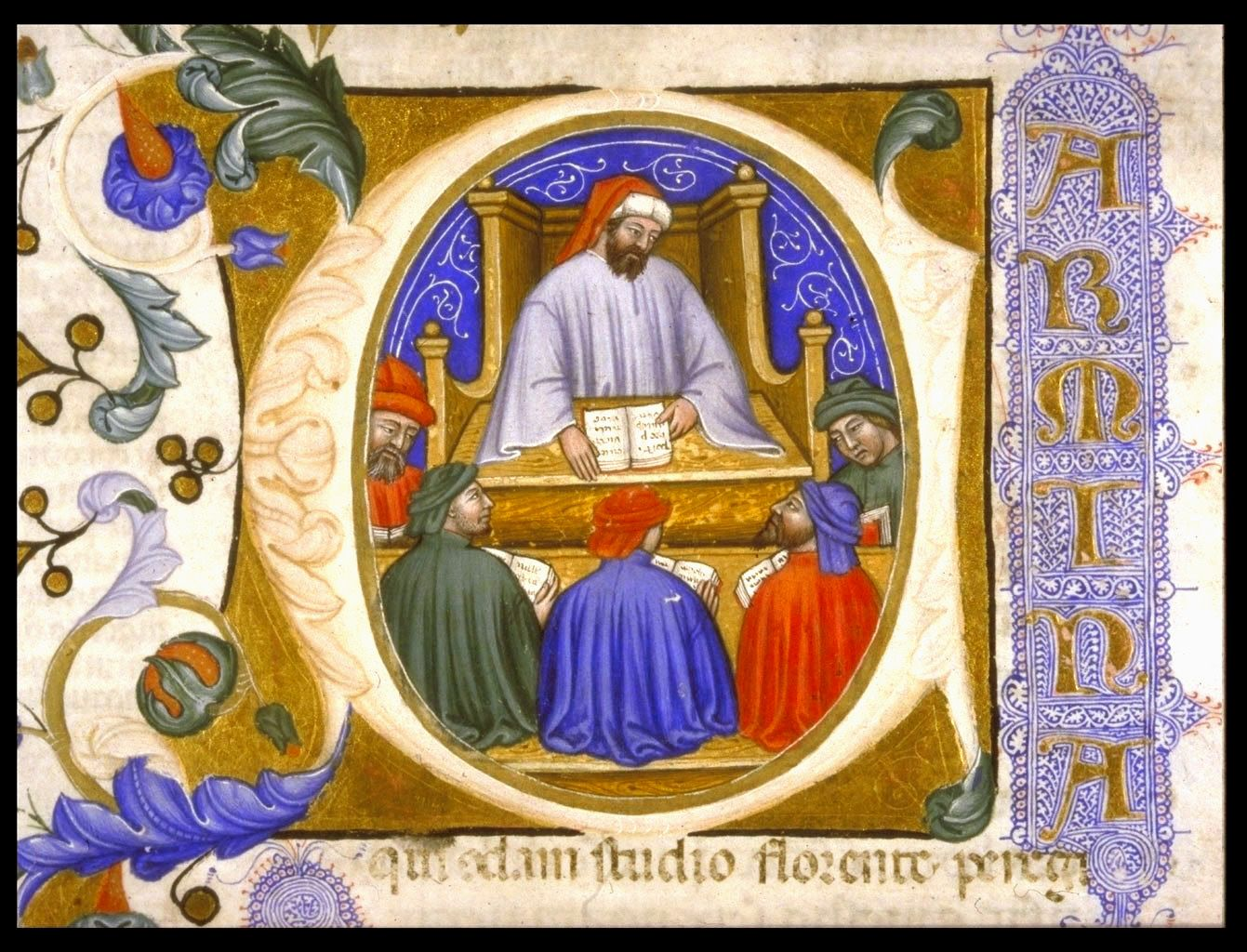
Boecio enseñando a sus estudiantes

De Institutione Musica es una tratado escrito por el filósofo Boecio donde expone la relación del hombre con la música basado en la armonía musical del cuerpo y el alma. En esta obra, Boecio introdujo la triple clasificación de la música:
- Musica mundana – música de las esferas/mundo; esta "música" no era realmente audible y debía ser entendida en lugar de escuchada
- Musica humana - armonía del cuerpo humano y armonía espiritual
- Musica instrumentalis - música instrumental

El tratado de Boecio se convirtió en un referente musical en la Edad Media.